# Peinture au doigt
 (octobre 2018).
Si vous disposez d'ouvrages ou d'articles de référence ou si vous connaissez des sites web de qualité traitant du thème abordé ici, merci de compléter l'article en donnant les références utiles à sa vérifiabilité et en les liant à la section « Notes et références ».

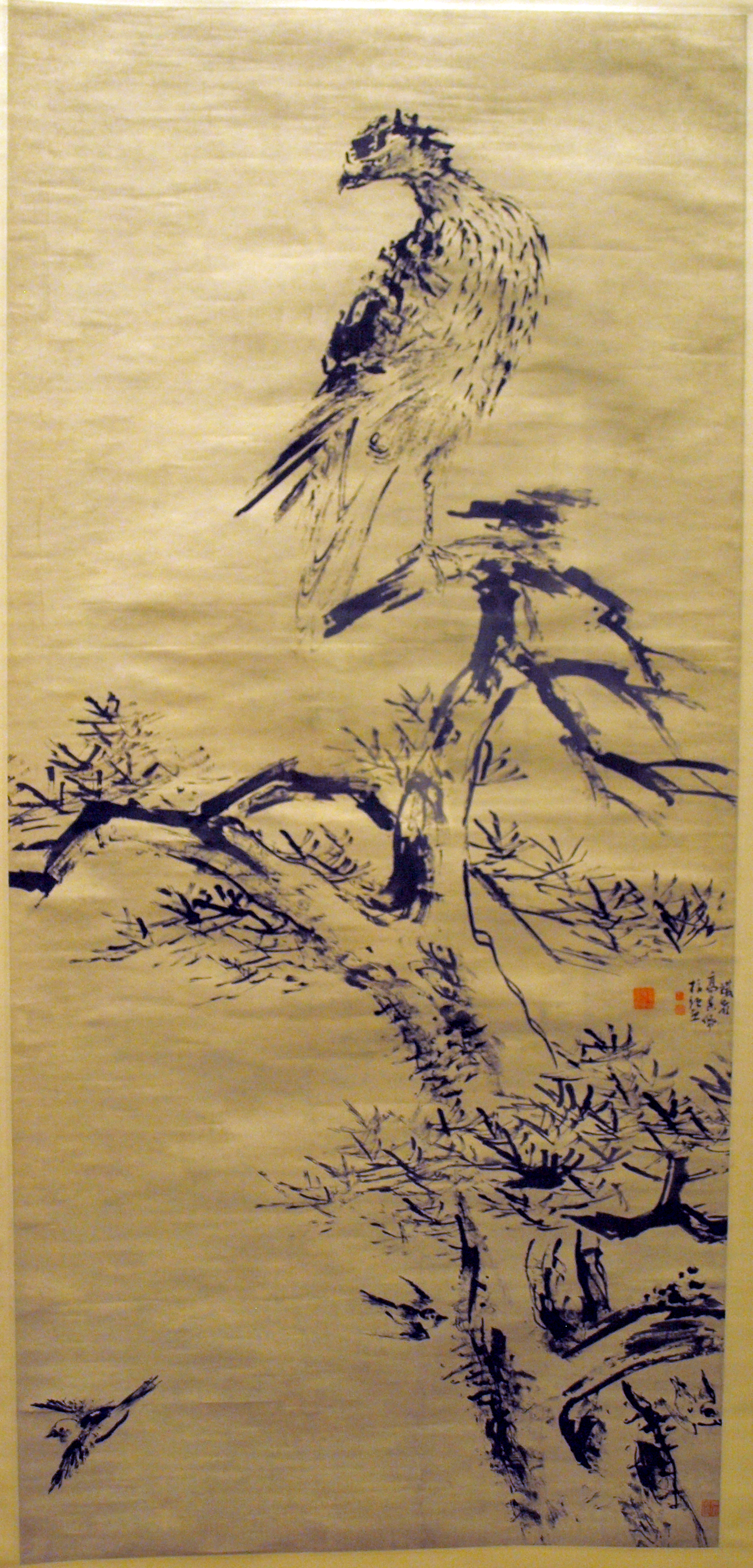
Gao Qipei : Peinture au doigt d'un aigle et de pins. Exposé au musée de Shanghai.

La peinture au doigt est un mode utilisant les doigts pour poser la peinture. 
Présentée généralement en pots la peinture est utilisé par les jeunes enfants, même si elle est parfois utilisée par les adultes pour enseigner l'art aux enfants, ou pour leur propre usage.

## Matériaux

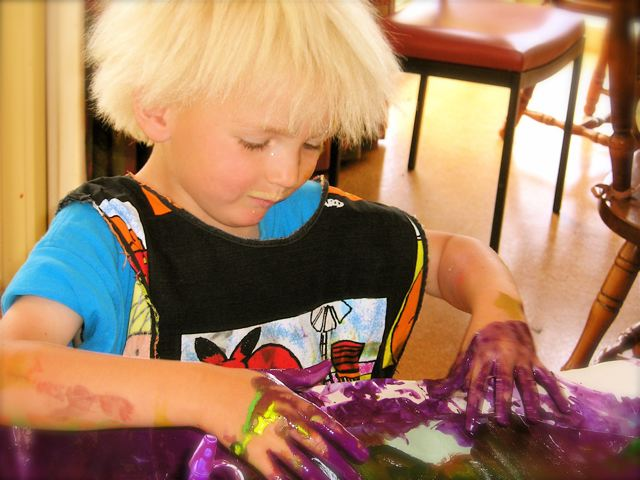
Un enfant peignant au doigt.

La peinture au doigt n'est pas toxique, et est habituellement vendu en paquets de six couleurs vives. Les peintures peuvent également être préparées à partir de produits ménagers non toxiques tels que de la farine ou de la fécule de maïs.

## La peinture au doigt à travers le monde
La peinture au doigt se répand à travers le monde et des artistes commencent à utiliser cette technique et les collectionneurs sont de plus en plus à la recherche de ce style. 
L'artiste la plus connue peignant au doigt est l'artiste américaine Iris Scott (Iris Scott Fine Art) de New York. La jeune artiste française Lucie Schrimpf (Lucie Schrimpf Fine Art) travaille également avec cette technique.

## Technique

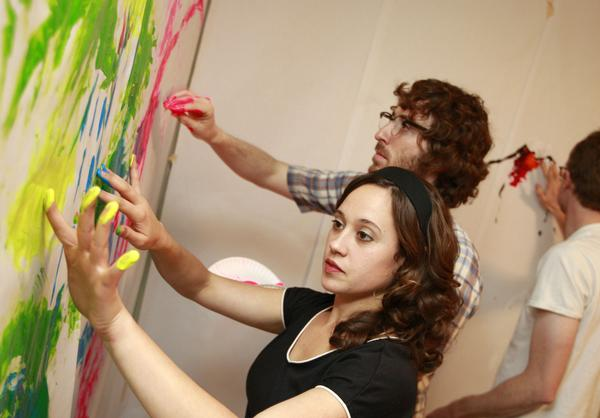
Adultes peignant au doigt.

Bien que le nom implique que la peinture soit appliquée avec les doigts, l'utilisation experte de ce support utilise également les mains et les avant-bras. L'utilisation du bras entier lisse la peinture sur le papier avant de procéder à une modélisation plus détaillée avec les doigts et d'autres parties de la main. Parfois, des éponges, des tissus et d’autres outils sont utilisés pour obtenir une texture spécifique.
Certains artistes sont connus pour peindre uniquement avec leurs mains, afin de devenir plus intimes avec le processus. Ces artistes n'utilisent pas la peinture au doigt traditionnelle. Ce style, le « reckless art », est considéré comme un sous-genre d'« outsider art » . Des peintres comme Tyler Ramsey ont juré de ne jamais toucher au pinceau, mais l'utilisation de gants chirurgicaux pour des raisons de sécurité est courante lors de l'utilisation d'huiles toxiques. Tyler Ramsey affirme que « le rejet des pinceaux donne à un peintre l'occasion d'approcher le métier sous un angle nouveau »[réf. nécessaire]. Le « reckless art » est apparu en 2002 comme moyen de réfuter l'idée que « tout a déjà été fait ».
L'artiste peintre Nick Benjamin affirme qu'il « préfère peindre avec les doigts, car la technique crée un lien réel entre l'œuvre d'art et l'artiste et permet un mélange complexe impossible à réaliser avec des pinceaux. »
L'artiste outsider Jimmy Lee Sudduth a expliqué qu'il peignait avec ses doigts parce qu'ils « ne s'usent jamais » à la manière des pinceaux. La peinture au doigt traitée de manière répétée au moyen de décalcomanie sur le même papier a tendance à générer des fractales, comme l'a étudié l'Université de Yale.